# 鞍居村
鞍居村（くらいむら）は、かつて兵庫県西部（西播磨地区）に存在していた村。赤穂郡。
1955年、上郡町、赤松村、高田村、船坂村と合併し、新たに上郡町となったため地方自治体として消滅した。
旧村域は現在の上郡町北東部に位置しており、旧鞍居小学校区にほぼ相当する。

## 概要
現在の上郡町野桑、尾長谷、大富、金出地、光都に相当する。

## 沿革
- 1889年（明治22年）4月1日 町村制施行
  - 野桑村、尾長谷村、大富村、金出地村の範囲を以て赤穂郡鞍居村発足
- 1955年（昭和30年）3月1日 上郡町、赤松村、高田村、船坂村と合併し、新たに上郡町が発足したため消滅

## 地域

### 教育
- 鞍居村立鞍居中学校（現在は上郡町山野里の上郡中学校に統合）
- 鞍居村立鞍居小学校（上郡町立となった後、2012年に上郡町上郡の上郡小学校に統合）
- 兵庫県立大学附属中学校・高等学校
- 兵庫県立大学理学部

## 交通

### 鉄道
旧村域に鉄道は通っていない。

### 道路
- 高速道路
  - 旧村域に高速道路は通っていない。
- 国道
  - 旧村域に国道は通っていない。
- 県道
  - 兵庫県道28号上郡末広線
  - 兵庫県道44号相生宍粟線
  - 兵庫県道449号多賀相生線